# Большое Коровино (Вологодская область)
Большое Коровино — деревня в Кирилловском районе Вологодской области.
Входит в состав Николоторжского сельского поселения, с точки зрения административно-территориального деления — в Волокославинский сельсовет.
Расстояние до районного центра Кириллова по автодороге — 34,5 км, до центра муниципального образования Никольского Торжка по прямой — 8 км. Ближайшие населённые пункты — Федяево, Дорогуша, Лукьяновская.
По переписи 2002 года население — 41 человек (19 мужчин, 22 женщины). Всё население — русские.